# NGC 4033
NGC 4033 (również PGC 37863) – galaktyka eliptyczna (E6), znajdująca się w gwiazdozbiorze Kruka. Została odkryta 31 grudnia 1785 roku przez Williama Herschela.
NGC 4033 należy do grupy galaktyk NGC 4038.